# Municipio de Stuart (Iowa)
El municipio de Stuart (en inglés: Stuart Township) es un municipio ubicado en el condado de Guthrie en el estado estadounidense de Iowa. En el año 2010 tenía una población de 1064 habitantes y una densidad poblacional de 41,4 personas por km².

## Geografía
El municipio de Stuart se encuentra ubicado en las coordenadas 41°31′18″N 94°19′24″O / 41.52167, -94.32333. Según la Oficina del Censo de los Estados Unidos, el municipio tiene una superficie total de 25.7 km², de la cual 25,64 km² corresponden a tierra firme y (0,22 %) 0,06 km² es agua.

## Demografía
Según el censo de 2010, había 1064 personas residiendo en el municipio de Stuart. La densidad de población era de 41,4 hab./km². De los 1064 habitantes, el municipio de Stuart estaba compuesto por el 96,8 % blancos, el 0,28 % eran afroamericanos, el 0,28 % eran amerindios, el 0,19 % eran asiáticos, el 0,56 % eran de otras razas y el 1,88 % eran de una mezcla de razas. Del total de la población el 1,69 % eran hispanos o latinos de cualquier raza.